# Ecliptopera umbrosaria
Ecliptopera umbrosaria är en fjärilsart som beskrevs av Victor Ivanovitsch Motschulsky 1860. Ecliptopera umbrosaria ingår i släktet Ecliptopera och familjen mätare. Inga underarter finns listade i Catalogue of Life.